# Oreohelix concentrata
Oreohelix concentrata är en snäckart som först beskrevs av Dall 1896.  Oreohelix concentrata ingår i släktet Oreohelix och familjen Oreohelicidae. Inga underarter finns listade i Catalogue of Life.